# Hyphessobrycon heteresthes
Hyphessobrycon heteresthes är en fiskart som först beskrevs av Ulrey, 1894.  Hyphessobrycon heteresthes ingår i släktet Hyphessobrycon och familjen Characidae. Inga underarter finns listade i Catalogue of Life.